# Донелли, Матеус
Мате́ус Плане́лес Доне́ли (порт.-браз. Matheus Planelles Donelli; род. 17 мая 2002, Сан-Паулу) — бразильский футболист, вратарь клуба «Коринтианс».

## Клубная карьера
Воспитанник академии клуба «Коринтианс». 24 января 2019 года, подписал свой первый профессиональный контракт. В начале 2020 года, начал тренироваться с основной командой. В марте 2021 года, был вызван в основной состав из-за травмы основного голкипера Касио. 24 марта 2021 года, дебютировал за клуб в матче против «Палмейреса» в Лиге Паулиста.

## Карьера в сборной
Был вызван в состав сборной Бразилии до 17 лет для участия в чемпионат мира по футболу среди юношеских команд 2019. На турнире сыграл в матчах против Канады, Новой Зеландии, Анголы, Чили, Италии, Франции и Мексики.

## Достижения
Сборная Бразилии (до 17 лет)
- Победитель чемпионата мира (до 17 лет): 2019
- «Золотая перчатка» чемпионата мира среди игроков до 17 лет: 2019